# خورشیدگرفتگی ۵ فوریه ۱۹۶۲
خورشیدگرفتگی ۵ فوریه ۱۹۶۲ (به انگلیسی: Solar eclipse of February 5, 1962) یک خورشیدگرفتگی از نوع خورشیدگرفتگی کامل است. این خورشیدگرفتگی در تاریخ ۵ فوریه ۱۹۶۲ میلادی (‎۱۶ بهمن ۱۳۴۰ خورشیدی) روی داد که زمان اوج آن، ساعت ۰:۱۲:۳۸ به‌وقت ساعت هماهنگ جهانی بوده‌است. مدت زمان و طول این خورشیدگرفتگی ۴ دقیقه و ۸ ثانیه بود.